# Kristín Marja Baldursdóttir
Kristín Marja Baldursdóttir (ur. 21 stycznia 1949 w Hafnarfjörður) – islandzka pisarka, autorka powieści, nauczycielka.

## Życiorys

### Tło
Kristín Marja Baldursdóttir ukończyła Islandzką Szkołę Doskonalenia Nauczycieli w 1970 roku. Od 1975 do 1988 roku uczyła w szkołach podstawowych w Reykjavíku. W latach 1979–1980 studiowała język niemiecki w Goethe-Institut w Bremie. Pracowała jako dziennikarka dla Morgunblaðið między 1988 a 1995 rokiem. W 1991 roku uzyskała tytuł magistra na Uniwersytecie Islandzkim w dziedzinie języka niemieckiego i islandzkiego. Od 1995 roku zajmuje się pisaniem powieści.

### Działalność pisarska
W 1995 roku napisała swoją pierwszą powieść Mávahlátur („Śmiech mewy”), na podstawie której napisano sztukę i stworzono film. Jej powieści zostały przetłumaczone na język niemiecki, holenderski, duński, norweski i szwedzki. W Islandii jej „praca była [...] istotna w przełamywaniu granic między kulturą powszechną i kulturą elit’, jej powieści skupiają się na „problemach kobiety we współczesnym miejskim społeczeństwie”. 16 listopada 2011 Kristín Marja otrzymała Nagrodę Jónasa Hallgrímssona, wręczaną corocznie wybitnym islandzkim pisarzom. Według werdyktu jury „tematyka poruszana przez Kristin Marję to rzeczywistość islandzkich kobiet. Oświetla życie i pracę, marzenia i tęsknoty kobiet”.

### Życie prywatne
Kristín Marja Baldursdóttir mieszka w Reykjaviku. Ma męża i trzy córki.

## Lista powieści
- Mávahlátur, 1995
- Hús úr húsi, 1997
- Kular af degi, 1999
- Mynd af konu, 2000
- Kvöldljósin eru kveikt, 2001
- Karitas án titils, 2004
- Óreiða á striga, 2007
- Karlsvagninn, 2009
- Kantata, 2012
- Svartalogn, 2016